# Anna Barkova
Anna Barkova (Ivanovo, 1901 - Moscou, 29 avril 1976) est une journaliste, poétesse, dramaturge et écrivaine soviétique.

## Biographie
Son père était concierge dans une école privée à Ivanovo. Cette position privilégiée lui permet d’aller à l'école, une opportunité rare pour une jeune fille de la classe ouvrière dans la Russie pré-révolutionnaire,.
En 1918, elle devient membre d’un cercle littéraire d’écrivains prolétaires. Elle commence à écrire de courts textes pour le journal du cercle, Le pays des travailleurs, ainsi que des poèmes, sous le pseudonyme Kalika Perekhozhaia (l’infirme errant). Ce pseudonyme était donné aux chanteurs aveugles ou mutilés allant de village en village en chantant des ballades dévotionnelles pour obtenir des aumônes. 
Ses écrits attirent l’attention d’Anatoli Lounatcharski et d’Alexandre Voronski,. Ce dernier la fait venir à Moscou en 1922, et l’emploie comme secrétaire. La même année, son premier recueil de poèmes, Femme, est publié avec une préface de Lounatcharski. L’année suivante sort sa pièce Nastasya Bonfire.
Elle fréquente l’école d’écrivains dirigée par Valéri Brioussov et écrit dans son journal. La sœur de Lénine, Maria Alexandrovna Oulianova lui obtient un poste à la Pravda et l’aide à rédiger un second recueil de poèmes, qui n’est finalement jamais publié.
À la fin des années 1920, Barkova est de plus en plus déçue par la vie soviétique. Ses poèmes des années 1930 contiennent de vives critiques envers les institutions soviétiques.
En 1934, elle est dénoncée et arrêtée. Ses poèmes sont alors utilisés contre elle. Elle est condamnée à cinq ans d’emprisonnement.  De nouveau arrêtée en novembre 1947, elle doit purger une peine de dix ans d'emprisonnement, et cinq ans de restriction de ses droits. Sa deuxième condamnation est annulée en décembre 1955. Elle est réhabilitée en octobre 1957, puis arrêtée une troisième fois en novembre, et condamnée à nouveau à 10 ans de prison et cinq ans de restriction des droits. Elle est finalement libérée en mai 1965. Elle a également subi deux périodes d’exils : de 1940 à 1947 à Kalouga, et de 1965 à 1967.
En 1967, elle est autorisée à revenir à Moscou, après l’intervention d’un groupe d’écrivains dirigé par Alexandre Trifonovitch Tvardovski et Konstantin Fedine. Elle passe le reste de sa vie dans une relative pauvreté, dans un appartement communautaire situé dans la ceinture des Jardins,.

## Culture
Le film 8 Heads of Madness évoque sa vie dans les goulags.